# Carlos Mané
Carlos Manuel Cardoso Mané (* 11. März 1994 in Lissabon) ist ein portugiesisch-guinea-bissauischer Fußballspieler. Der Offensivspieler steht beim türkischen Erstligisten Kayserispor unter Vertrag und ist Nationalspieler von Guinea-Bissau.

## Karriere

### Im Verein
Im Alter von neun Jahren schloss sich Mané Sporting Lissabon an, bei denen er insgesamt zehn Jahre in der Jugend spielte, ehe er 2012 für die B-Mannschaft seines Heimatvereins debütierte. Ein Jahr später – im Oktober 2013 – absolvierte er sein Profidebüt. Dem folgten 21 Saisonspiele, bei denen Mané vier Treffer erzielte. In der folgenden Saison lief in insgesamt 43 Spielen auf, bei denen er neunmal traf und auch zum Pokalsieg beitrug.
Am 31. August 2016 verpflichtete der VfB Stuttgart Mané zunächst für zwei Jahre auf Leihbasis und sicherte sich darüber hinaus eine Option auf eine dauerhafte Verpflichtung des Mittelfeldspielers. Bei seinem Debüt für den VfB erzielte er beim 4:0-Heimsieg gegen die SpVgg Greuther Fürth am 3. Oktober 2016 in der Mercedes-Benz Arena in der zweiten und in der vierten Spielminute seine ersten Tore für die Schwaben. Somit gelang Mané der bis dahin schnellste Doppelpack eines Debütanten in der Geschichte des deutschen Profifußballs. Anfang April 2017 verletzte er sich am Knöchel und konnte in der Spielzeit nicht mehr eingesetzt werden. Insgesamt steuerte Mané in 19 Einsätzen sechs Treffer zum Wiederaufstieg des VfB Stuttgart in die Bundesliga bei. Nachdem er nach seiner Knöchelverletzung ins Mannschaftstraining zurückgekehrt war, zog er sich im Januar 2018 einen Sehnenriss im rechten Oberschenkel zu, sodass er die komplette Saison 2017/18 ausfiel. Nach Ende des Leihgeschäfts kehrte Mané zur Saison 2018/19 zu Sporting Lissabon zurück.
Nach nur zwei Ligaspielen in der heimischen Liga verlieh ihn Sporting im Januar 2019 an den deutschen Zweitligisten 1. FC Union Berlin. Der Leihvertrag war bis zum Ende der Zweitligasaison 2018/19 gültig, Union hielt im Anschluss eine Kaufoption. Nach Saisonende zog der 1. FC Union Berlin diese Option nicht, woraufhin Mané zu Sporting Lissabon zurückkehrte. Am 20. Juli 2019 wechselte Mané ablösefrei zum Ligakonkurrenten Rio Ave FC. Zur Saison 2021/22 wechselte er zu Kayserispor in die türkische Süper Lig. Im türkischen Pokal konnte er mit der Mannschaft 2022 ins Finale einziehen, wo man jedoch Sivasspor unterlag.

### In der Nationalmannschaft
Mané durchlief ab April 2009 die Nachwuchsmannschaften des portugiesischen Fußballverbandes. Mit der U21-Auswahl nahm er an der U21-Europameisterschaft 2015 in Tschechien teil, bei der sein Team erst im Endspiel Schweden unterlag. Mané kam im Turnier auf zwei Einsätze.
Bei den Olympischen Spielen 2016 in Rio de Janeiro gehörte Mané zum portugiesischen Aufgebot und bestritt dort drei der vier Turnierspiele, ehe Portugal im Viertelfinale gegen Deutschland ausschied.
Später wechselte Mané zum Fußballverband von Guinea-Bissau und debütierte schließlich im September 2023 bei einem Afrika-Cup-Qualifikationsspiel gegen Sierra Leone in der dortigen A-Nationalmannschaft. Nach erfolgreicher Qualifikation nahm er Anfang 2024 mit der Mannschaft am Afrika-Cup 2024 teil und bestritt dort zwei der drei Gruppenspiele, ehe man nach der Gruppenphase ausschied.

## Erfolge
- Portugiesischer Pokalsieger: 2015 (mit Sporting Lissabon)
- Portugiesischer Supercup-Sieger: 2015 (mit Sporting Lissabon)
- Meister der 2. Bundesliga: 2017 (mit VfB Stuttgart)

## Privates
Mané ist ein Neffe des ehemaligen Fußballspielers Almami Moreira und ein Cousin von Diego Moreira.